# Emile Roemer
Emile Gerardus Maria Roemer (Boxmeer, Brabant del Nord, 24 d'agost de 1962) és un polític neerlandès. És membre de la cambra baixa des del 30 de novembre de 2006 i líder del Partit Socialista des del 5 de març de 2010.
De jove, Roemer va estudiar pedagogia, i entre 1986 i 1992 fou professor en una escola primària de Beuningen. A partir d'aquell any, i fins al 2002, fou professor en una escola de la seva ciutat natal, Boxmeer.
El 1994 fou elegit regidor a Boxmeer; el 2002 es convertí en alderman. Des del 1980 fins al 2007 fou el cap del Partit Socialista a Boxmeer. El 30 de novembre de 2006 fou elegit membre de la cambra baixa per aquest partit, i el 5 de març de 2010 fou elegit el nou líder del partit, després de la dimissió d'Agnes Kant. El 13 de març d'aquell any fou elegit com el "lijsttrekker" dels socialistes (cap de llista) de cara a les eleccions generals del 2010. També fou el "lijsttrekker" per a les eleccions del 2012.
Roemer està casat amb Aimée Roemer des del 1986, amb qui té dues filles.